# Берберийский олень
Берберийский олень, или атласский олень (лат. Cervus elaphus barbarus), — подвид благородного оленя, родом из Северной Африки. Это единственный известный в Африке олень, если не считать Megaceroides algericus, вымершего около 6000 лет назад.

## Описание
Берберийский олень меньше обычного благородного оленя. Тело тёмно-коричневое, с белыми пятнами на боках и спине. Рога лишены второго зубца.

## Ареал и среда обитания
Берберийский олень — единственный представитель семейства оленевых, обитающий в Северной Африке. Он живёт в густых, влажных лесных районах Алжира, Туниса и Марокко. Первоначально на него охотились до полного исчезновения, однако экземпляры из тунисской популяции были вновь введены в 1990-е годы. Одну популяцию можно найти в Национальном парке Тазекка в горах Среднего Атласа.

## Таксономия
Недавние генетические исследования показывают, что североафриканская популяция благородного оленя практически неотличима от сардинской и корсиканской популяций, обычно называемых корсиканскими благородными оленями. Это убедительно доказывает древнюю интродукцию человеком благородного оленя из Северной Африки на эти средиземноморские острова. Дальнейший анализ показывает, что берберийский олень, включая корсиканского благородного оленя, принадлежит к отдельному подвиду и должен быть сгруппирован под названием Cervus elaphus corsicanus.

## Враги
На берберийского оленя охотятся или охотились такие хищники, как берберийский лев, атласский медведь и берберийский леопард, с учётом того, что они либо находятся под угрозой исчезновения, либо уже вымерли.